# Richard Schmidt (Politiker, 1864)

Richard Schmidt

Richard Schmidt (* 18. Oktober 1864 in Stargardt, Kreis Guben; † 4. November 1948 in Berlin-Wittenau) war ein deutscher Politiker der SPD. Er war 1919/20 Mitglied der Deutschen Nationalversammlung.

## Leben und Beruf
Schmidt besuchte zunächst die Volksschule in Schwiebus (Neumarkt) und sodann das Militär-Knaben-Erziehungsinstitut Schloss Annaburg bei Torgau. Anschließend absolvierte er eine Töpferlehre in Frankfurt (Oder), die er 1883 mit der Gesellenprüfung abschloss. Er engagierte sich im Zentralverband der Töpfer. Später war er hauptamtlicher Parteisekretär der SPD in Berlin.

## Abgeordneter
Nach der Wahl zur Deutschen Nationalversammlung im Januar 1919 saß Schmidt als Abgeordneter des Wahlkreises 6 (Regierungsbezirk Frankfurt (Oder)) in der Weimarer Nationalversammlung.